# As I Went Out One Morning
«As I Went Out One Morning» es una canción compuesta por el cantante estadounidense Bob Dylan. Fue incluida en el álbum John Wesley Harding, editado el 27 de diciembre de 1967. Dylan sólo ha tocado la canción en directo una vez, a comienzos de la gira Bob Dylan and The Band 1974 Tour. 
La canción guarda cierta semejanza con el poema de W. H. Auden poem As I Walked Out One Evening, incluyendo la misma métrica yámbica y la forma de cuartetos.

## Versiones
- Blow Monkeys: Other Folk (1997)
- Second Floor: Second Floor Plays Dylan (2001)
- Tribe After Tribe: Power (1985)
- Stan Ridgway: Black Diamond (1995)
- RokkaTone: In This Life (2006)
- Mira Billotte: I'm Not There (2007)
- Why?: Unusual Animals Vol. 4 (2008)
- Woven Hand: Tiny Desk Concert Series (NPR) (2008)